# Luís Mira Amaral
Luís Fernando de Mira Amaral (né le 4 décembre 1945 à Amadora) est un ingénieur, entrepreneur et homme politique portugais.
Il est ministre du Travail entre 1985 et 1987, puis ministre de l'Industrie de 1987 à 1995.

## Biographie

### Formation et carrière d'ingénieur
Il obtient sa licence en génie électronique de l'Institut supérieur technique (IST) de l'université technique de Lisbonne. Il devient alors ingénieur à la direction générale de l'Aviation civile (DGAC) et assistant à l'IST.
Il quitte la DGAC en 1972 et rejoint trois ans plus tard Energias de Portugal (EDP). Il y reste jusqu'en 1979, quand il intègre les services de la scolarité de l'université catholique portugaise (UCP) tout en devenant technicien à la Banque de développement national (BFN).
Ayant réussi à passer sa maîtrise en économie à l'université nouvelle de Lisbonne (UNL) en 1982, il y est professeur associé invité à compter de l'année suivante et il prend en 1984 la présidence de l'Institut de gestion financière de la Sécurité sociale.

### Engagement politique
Le 6 novembre 1985, Luís Mira Amaral est nommé à 39 ans ministre du Travail et de la Sécurité sociale dans le premier gouvernement du libéral Aníbal Cavaco Silva. Élu député du district de Santarém aux élections législatives anticipées du 17 juillet 1987, il est choisi le 17 août suivant comme ministre de l'Industrie et de l'Énergie du second cabinet de Cavaco Silva.
Il perd son mandat parlementaire aux élections de 1991 mais se trouve confirmé le 31 octobre dans ses fonctions ministérielles au sein du troisième gouvernement Cavaco Silva. Il est finalement réélu député de Santarém au cours des élections législatives du 1er octobre 1995, mais un changement de majorité le contraint à quitter le pouvoir.

### Administrateur d'entreprises
Il renonce à son mandat parlementaire dès janvier 1996. Il siège ainsi au conseil d'administration de plusieurs établissements bancaires. Il est en outre professeur des universités invité de l'université Lusíada entre 2000 et 2002, et de l'IST depuis 2005. En 2007, l'État angolais le nomme président de la banque Banco BIC Português, qu'il occupe neuf ans.

## Décorations
- Commandeur de l'Ordre du Ouissam alaouite (1996)[1].
- Grand-croix de l'ordre de l'Infant Dom Henri